# Andreu de Sard i de Rosselló
Andreu de Sard i de Rosselló   (Palma, 31 d'octubre de 1844 - Barcelona, 30 d'agost de 1900) fou un industrial i polític català, president de la diputació de Barcelona i diputat a Corts durant la restauració borbònica

## Biografia
Membre del Partit Liberal Conservador, fou elegit diputat pel districte de Barcelona a les eleccions generals espanyoles de 1891. Fou president de la Diputació de Barcelona de 1896 a 1898. Durant la seva presidència impulsà les obres de la Casa de la Maternitat i va concedir ajudes als afectats per la fil·loxera. Fou diputat provincial de 1898 a 1900, i durant aquest període fou membre de la Junta d'Obres del Port de Barcelona i fou membre de l'organització del Congrés vitícola celebrat a Reus.